# عامل نارنجی

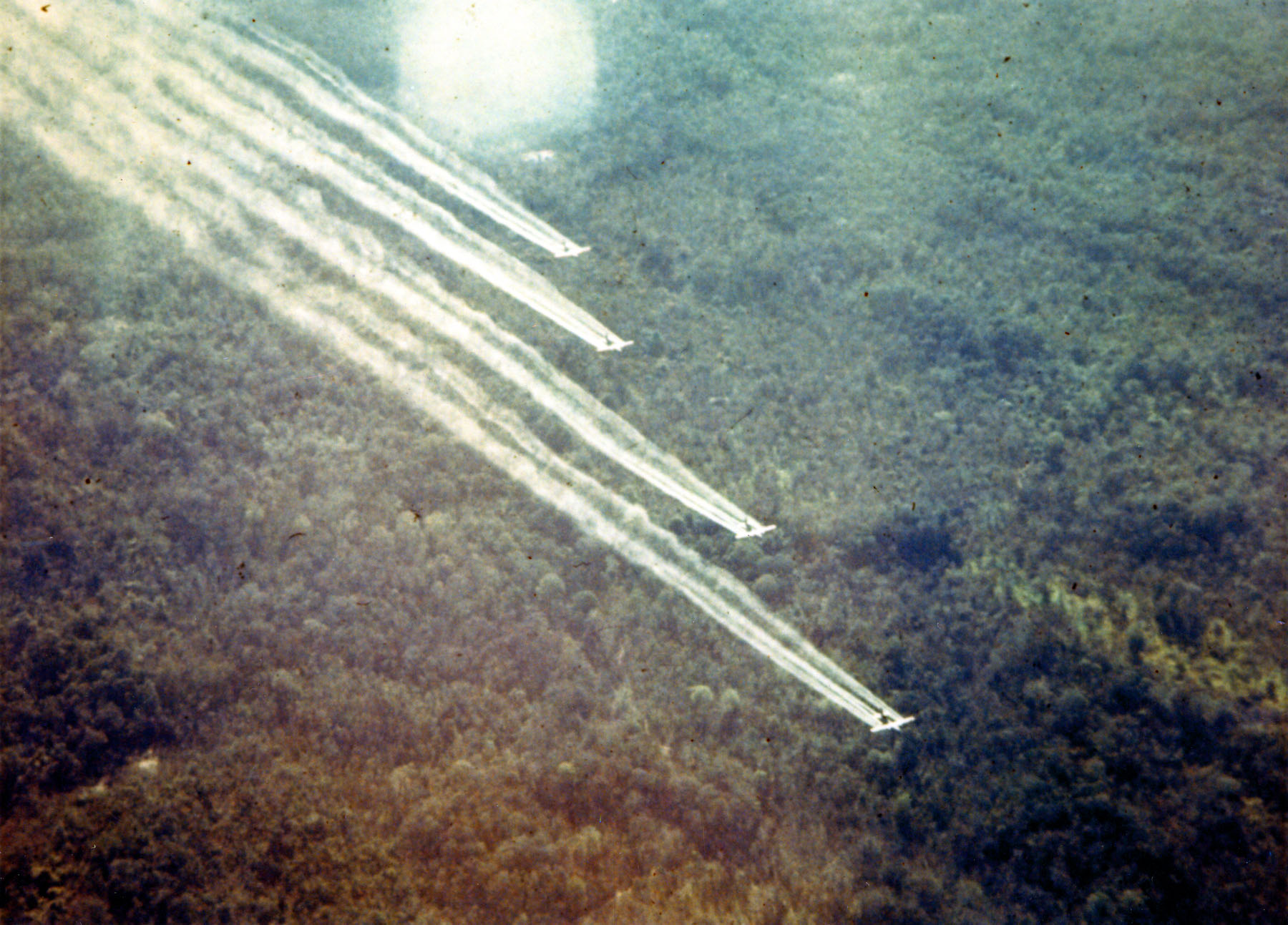
برگ‌زدایی با عامل نارنجی به صورت گروه چهارهواپیمایی در عملیات کارگر مزرعه.

عامل نارنجی (به انگلیسی: Agent Orange) یکی از شش سم گیاه کش آمریکایی (Rainbow Herbicides) بوده که نوعی سم قوی است. ارتش آمریکا در جنگ ویتنام از سال ۱۹۶۱ تا ۱۹۷۱ برای از بین بردن جنگل‌های پناهگاه ویت‌کنگ به کار برد. این ماده سبب از بین رفتن گیاهان دولپه می‌شود این ماده ترکیبی از اکسین‌های مصنوعی بوده که علاوه بر از بین بردن جنگل‌های انبوه استوایی بر مردم ویتنام نیز آثار مرگبار فراوانی به جا گذاشت که در نسل‌های بعدی مردم مناطق سمپاشی شده دیده می‌شود.
برآوردها نشان می‌دهد بر اثر این سم‌پاشی‌ها، ۶۸۹ هزار نفر کشته یا ناقص‌العضو شدند و در سال‌های بعدی تاکنون ۵۸۱ هزار کودک با اختلالات مادرزادی زاده شده‌اند.
در میان سال‌های یادشده، ارتش آمریکا نزدیک به ۷۵٬۷۰۰٬۰۰۰ لیتر علف‌کش شیمیایی و برگ‌زدا بر روی جنگل‌های ویتنام، شرق لائوس و بخش‌هایی از کامبوج فروریخت تا با نابودی این جنگل‌ها از پناه گرفتن ویت‌کنگ‌ها در آن که از آن نقاط به نیروهای آمریکایی حمله می‌کردند جلوگیری کند.
هدف‌های دیگر برگ‌زدایی این بود تا کشاورزی در مناطق روستایی این بخش از ویتنام را تضعیف کند تا روستاییان که پشتیبان‌های اصلی چریک‌های چپگرای ویتنام به‌شمار می‌آمدند از منطقه گریخته و به شهرهای زیر کنترل ایالات متحده مهاجرت کنند و چریک‌ها با مشکل تغذیه و تدارکات روبه‌رو شوند و این امر موجب کاهش توان نیروهای ویتنامی می‌گردید.
بخشی از کودکان که در مناطق سم‌پاشی شده، پس از گذشت پنجاه سال از این رویداد به دنیا آمده‌اند هم‌چنان با مشکلات متعدد سلامتی زاده می‌شوند یا در سنین بالاتر به این مشکلات دچار می‌شوند، و با دشواریها ی زیادی مواجه شده‌اند. در دهه ۱۹۷۰ در شیر مادران جنوب ویتنام و در خون سربازان آمریکایی که در ویتنام بوده‌اند درصدهایی بالایی از دی‌اکسین مشاهده شد.
بعد از این جنگ و مشاهدهٔ اقدام مرگبار آمریکا مصرف عامل نارنجی در جنگ در تمام جهان ممنوع شد

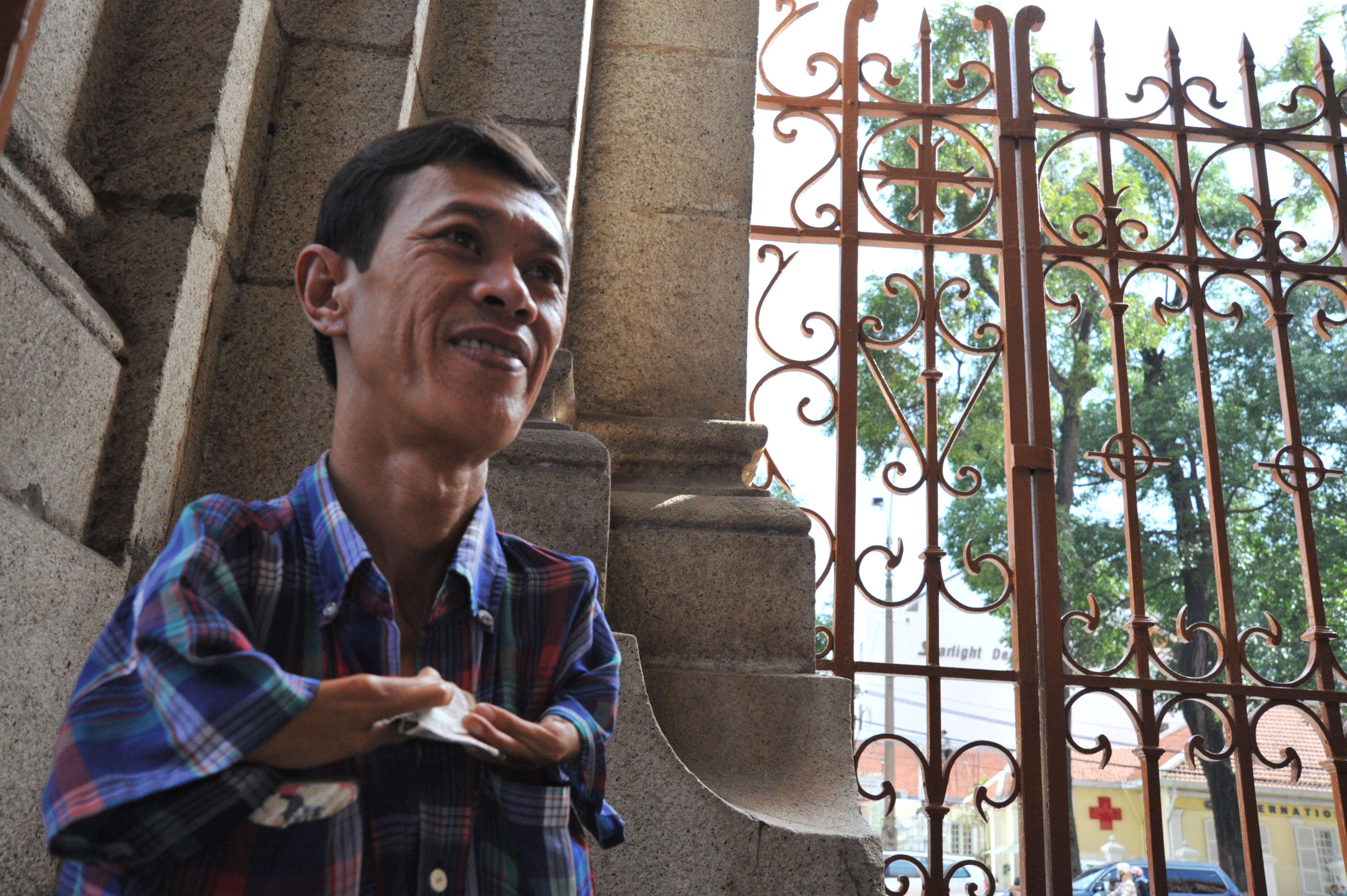